# ラブトラックス
合同会社ラブトラックス（英文社名：LOVE×TRAX Office）は、東京都渋谷区に本社を置く日本の芸能プロダクション。

## 概要
音楽レーベル「LOVE×TRAX☆Records」も運営しており、設立当初はインディーズ流通で販売されていたが、のちにキングレコード株式会社と提携し「スターチャイルド」レーベルとしてリリースされた。2012年リリースの榊原ゆいのアルバム『Fractal』より発売元をメディアファクトリーに経て、2017年以降はワードレコーズに変更しました。

## 所属タレント
- 榊原ゆい
- 水桐けいと
- 藤崎紗矢香
- 立花梨緒
- 月森ねね
- 結川えみ
- みよし
- 西崎杏

## かつて所属していたタレント
- 白石陽菜
- tohko
- 成瀬未亜
- 武石あゆ実（旧名：歩河みぃな、現所属：アミュレート）
- 柳麻美
- 柚木れんげ
- 栗城宇宙
- 里山華奈
- 夢野なるみ
- 立花沙羅
- 小林由依
- 清水美雪 （引退）
- MANA

## 制作
※LOVE×TRAX☆Recordsレーベル制作（全て榊原ゆいの作品）

### シングル
- 『jewelry days』（2004年8月27日）
- 『此の花咲ク頃』（2005年8月29日）
- 『Eternal Destiny』（2005年9月30日）
- 『Imitation』（2006年4月14日）
- 『Far Away』（2007年4月6日）
- 『SHINING STAR』（2007年10月25日）
- 『Love Island』（2008年12月24日）
- 『Marionette』（2009年4月17日）
- 『Happy⇔Lucky X'mas♪』（2009年12月18日）
- 『Let's start now』（2010年7月30日）

### CD-ROM
- 『LOVE×Quartet 2010』（2010年12月24日）

### アルバム
- 『yuithm』（2006年1月27日）
- 『HONEY』（2006年9月22日）
- 『princess』（2007年9月21日）
- 『JOKER』（2008年9月10日）
- 『LOVE×Singles』（2009年7月3日）
- 『Yeeeeell!』（2009年8月26日）
- 『BLOODY TUNE』（2010年8月25日）

### DVD
- 『Happy☆LOVE×ライブ2006』（2007年6月1日）
- 『Happy☆LOVE×ライブ2007』（2008年5月30日）
- 『LOVE×clip 01』（2009年2月27日）
- 『Happy☆LOVE×ライブ2008』（2009年4月30日）
- 『Happy☆LOVE×ライブ2009』（2010年3月26日）
- 『LOVE×clip 02』（2011年1月28日）
- 『Chu×Chu！blow a kiss!! -CHUA・CHURAM 3rd ANNIVERSARY SPECIAL LIVE- 完全版』（2011年2月25日）
- 『Happy☆LOVE×ライブ2010』（2011年3月25日）

### インターネットラジオ番組
- LOVE×れでぃお
- LOVE×Station